# Judit de Baviera
Judit de Baviera o Judit de Welf (nascuda vers 805, morta a Tours el 19 d'abril del 843), fou emperadriu carolíngia, esposa de Lluís el Pietós. Era filla del noble Welf I senyor d'Altdorf i Ravensburg a Baviera.
El febrer del 819, un any després de la mort d'Ermengarda d'Hesbaye, es va casar amb Lluís el Pietós a Aquisgrà. Fou la mare de:
- Gisela (819/822 - † 874), casada amb Eberard de Friül (de la família dels Unròquides).
- Carles el Calb (Carles II de França el Calb) (823-877), rei de França (840-877), emperador (875-877) casat amb Ermentruda d'Orleans (dels agilolfings) i després amb Riquilda de Provença (dels bosònides).

Va exercir gran influència en l'emperador, que a partir del 822 es va començar a distanciar d'alguns dels seus consellers. Al naixement del fill Carles, el repartiment de l'imperi tal com estava establert entre els tres fills mascles d'Ermengarda d'Hesbaye (Lotari, Pipí i Lluís) va quedar en qüestió i Judit va pressionar perquè el seu fill hi fos inclòs. El 829 Lluís establia un nou repartiment, cosa que provocà la rebel·lió de Lotari.
Vegeu: Revolució a l'imperi carolingi (830) i contrarevolució a l'imperi carolingi (830)
La situació va empitjorar el 833 i Lluís fou deposat pels seus fills, agafant el poder Lotari i es va procedir a un nou repartiment. Judit fou desterrada a un convent a Tortona a Itàlia.
L'abril del 834 Judit va poder tornar després de la derrota i fuita de Lotari i Lluís va ser restablert al poder.
Des de la mort del seu marit el 840, va seguir en les lluites al seu fill Carles. Vegeu: Guerra civil franca
Va morir el 19 d'abril del 843 tres anys després del seu marit.